# Heinz Uhlitzsch
Wolfgang Heinz Uhlitzsch (* 8. August 1893 in Chemnitz; † 22. Juni 1971 in Wuppertal) war ein deutscher Eisenhütteningenieur.

## Leben
Uhlitzsch besuchte das Städtische Realgymnasium in Bonn und legte 1912 die Reifeprüfung ab. Anschließend arbeitete er im Hochofen- und Stahlwerksbetrieb bei der Friedrich-Alfred-Hütte in Rheinhausen (Duisburg). Vom Oktober 1912 bis zum Oktober 1913 diente er als Einjährig-Freiwilliger beim Telegraphen-Bataillon III in Koblenz, danach nahm er ein Studium an der TH München auf.
Gleich zu Beginn des Ersten Weltkrieges wurde er zum Militärdienst eingezogen. Am 20. November 1918 kam er zurück, setzte sein Studium an der TH Hannover fort und ging 1919 an die Bergakademie Clausthal, wo er 1921 das Diplom als Eisenhütteningenieur erwarb. Bis zum 31. Dezember 1922 wirkte er in Clausthal als Assistent für Eisenhüttenkunde. Am 14. April 1922 wurde er zum Dr.-Ing. promoviert.
Ab 1923 arbeitete Heinz Uhlitzsch in der Eisengießerei der Krupp-Gruson AG in Magdeburg. 1926 ging er an die Bergakademie Freiberg, wo er zunächst als Dozent für Gießereiwesen wirkte. Am 1. Juli 1927 wurde er zum a.o. Professor und zum Leiter des Lehrstuhls für Gießereiwesen am Eisenhütteninstitut ernannt. 1933 unterzeichnete er das Bekenntnis der deutschen Professoren zu Adolf Hitler, und 1937 trat er in die NSDAP ein. Er nahm vom 15. September 1939 bis zum 19. September 1940 am Zweiten Weltkrieg teil; am 1. Januar 1940 erfolgte seine Berufung zum ordentlichen Professor für Eisenhüttenkunde. 1942 wurde ihm die Leitung des neu gebildeten Gießerei-Instituts übertragen, und vom 21. April 1944 bis zum 25. Oktober 1945 wirkte er als Rektor der Bergakademie.
Aufgrund seiner NS-Vergangenheit schied Heinz Uhlitzsch Ende 1945 aus der Bergakademie aus. Bis 1949 arbeitete er für das sowjetische Technische Büro „Eisen“. Von 1950 bis 1963 war er in leitender Stellung am Eisenforschungsinstitut in Hennigsdorf tätig. Im Jahr 1954 wurde ihm der Ehrentitel Verdienter Techniker des Volkes verliehen.
Heinz Uhlitzsch trat 1963 in den Ruhestand und übersiedelte nach Wuppertal, wo er 1971 starb. In Hennigsdorf wurde eine Straße nach ihm benannt.

## Schriften
- Die chemischen Vorgänge bei der Entschwefelung im elektrischen Ofen. Dissertation, Clausthal, 1922
- (mit Walter Leineweber): Beitrag zur Warmfestigkeit des Gußeisens unter besonderer Berücksichtigung von dünnwandigem Guss. In: Archiv für das Eisenhüttenwesen. 9/1935/1936/H. 4, S. 185–192
- Die konstruktive Gestaltung von Stahlwerkskokillen: Vortrag, gehalten am 30. März 1955 anlässlich der Jahrestagung der Deutschen Akademie der Wissenschaften zu Berlin, Fachkonferenz Metallurgie des Eisens. In: Abhandlungen der Deutschen Akademie der Wissenschaften zu Berlin, Klasse für Mathematik, Physik und Technik, Jg. 1955/Nr. 1, S. 91–126